# Полоний (персонаж)

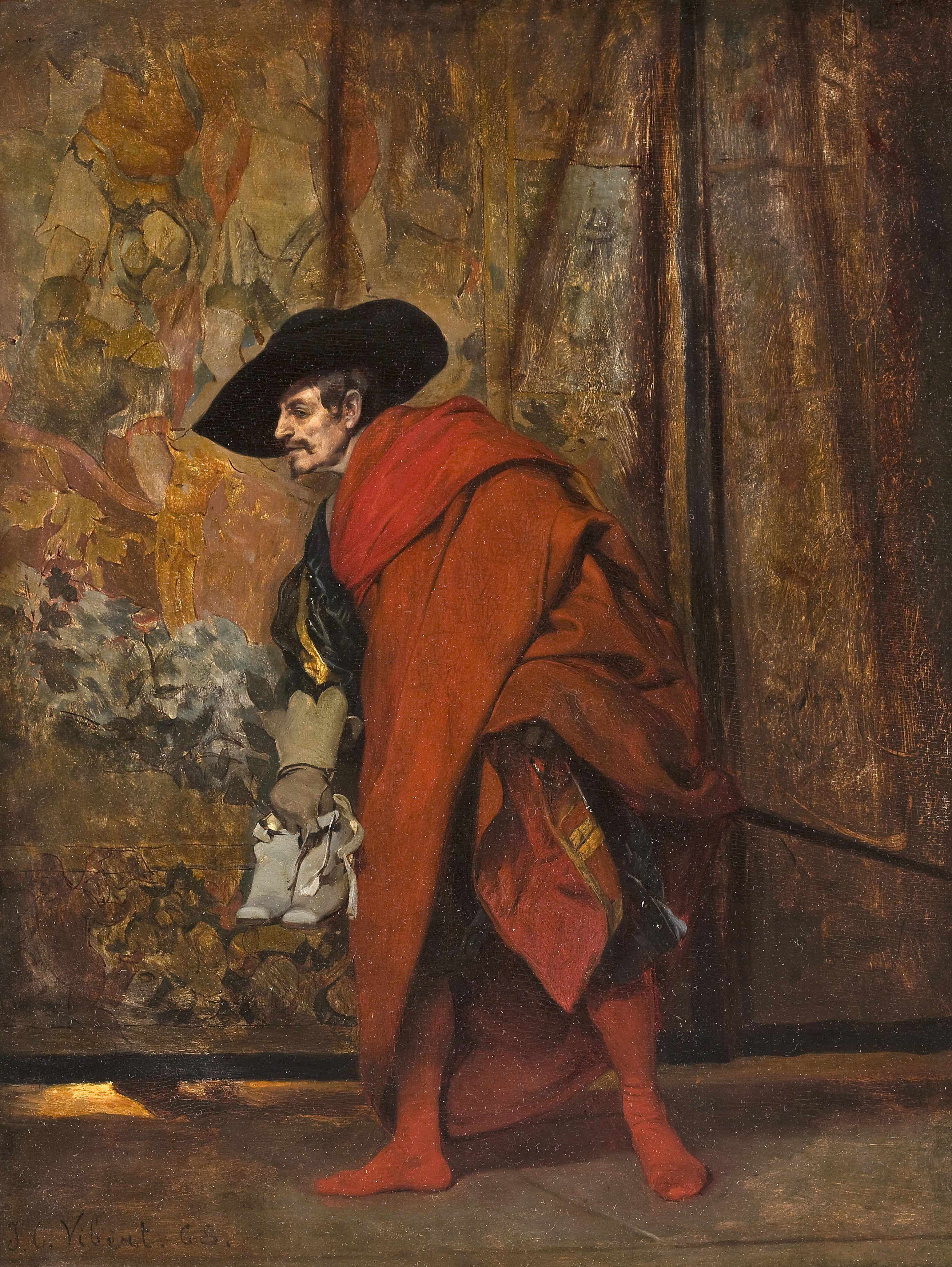
«Полоний за портьерой» (Ж. Ж. Вибер, 1868)

Поло́ний (англ. Polonius) — персонаж пьесы «Гамлет» Уильяма Шекспира. Он является главным советником короля, а также отцом Лаэрта и Офелии. Полоний даёт своему сыну перед отъездом разумные советы, однако в нём самом ярко прослеживается образ эгоиста и лицемера. По ходу пьесы он делает, как правило, ошибочные суждения. Уильям Хэзлитт характеризует Полония, с одной стороны, как «истинного отца», но, в то же время, и как «кумушку, назойливую, болтливую и наглую». Во II акте пьесы Гамлет называет Полония «несносным старым дурнем» и насмехается над ним. 
Клавдий подсылает Полония шпионить за Гамлетом, который по случайности убивает Полония, когда тот подслушивает за портьерой. Смерть отца провоцирует безумие Офелии, что приводит к её безвременной гибели и к кульминации пьесы: поединку между Лаэртом и Гамлетом.
По одной из версий имя персонажа было выбрано в связи с популярностью в Европе книги польского писателя Вавжинца Гослицкого «Успешный сенатор».